# اودر، یوتلاند
اودر (دانمارکی: Odder) یک شهر در یوتلاند دانمارک است.
«اودر» ۱۳٬۵۲۲ نفر جمعیت دارد.

## خواهرخوانده
شهر سالو، فنلاند خواهرخواندهٔ شهر «اودر» هست.